# Vela-incident

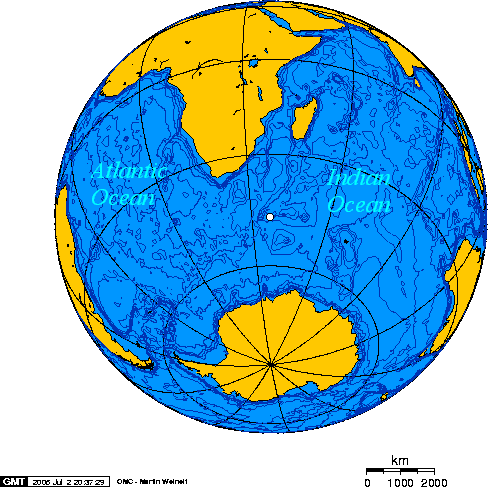
De locatie van het Vela-incident

Het Vela-incident betreft een verdachte flits, waargenomen door een Amerikaanse Vela-satelliet, die mogelijk is veroorzaakt door een atmosferische kernproef. De satelliet Vela 6911 nam op 22 september 1979 een voor nucleaire explosies kenmerkend verschijnsel waar. Deze flits werd waargenomen boven de oceaan tussen Zuid-Afrika en Antarctica. Volgens een groot aantal deskundigen was er vrijwel zeker sprake van een kernproef. Een kernproef werd echter door geen enkel land gemeld. De door de toenmalige Amerikaanse president Jimmy Carter ingestelde commissie concludeerde dat er geen sprake was van een kernexplosie. Mogelijk was de satelliet geraakt door twee mini-planetoïden.

## De Vela-satellieten

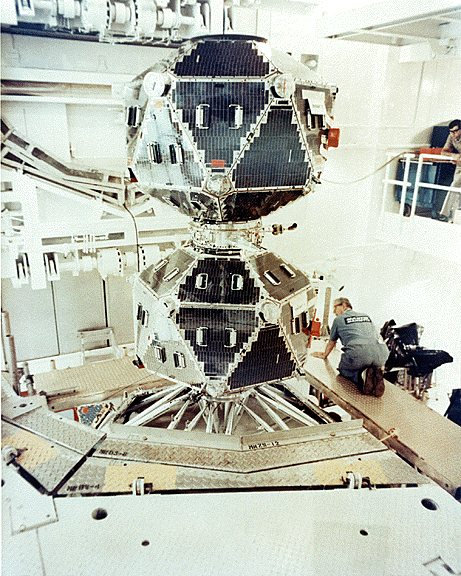
Een tweeling-Vela-satelliet. Na de lancering scheidden de satellieten zich.

In 1963 sprak een aantal landen, de Verenigde Staten, de Sovjet-Unie en het Verenigd Koninkrijk, af geen atmosferische kernproeven meer uit te voeren (naast de kernmachten ondertekenden ook een groot aantal (officieel) niet-kernmachten, zoals Israël en Zuid-Afrika, het verdrag). Om te controleren of dit verdrag werd nageleefd, lanceerden de Verenigde Staten tussen 1963 en 1970 twaalf Vela-satellieten. De satellieten sloegen in totaal 41 keer alarm bij een kernproef van de andere twee kernmachten, Frankrijk en de Volksrepubliek China, die nog jarenlang (Frankrijk tot 1974, China tot 1980) atmosferische kernproeven uitvoerden.

## De waarneming
Op 22 september 1979 nam de satelliet Vela 6911 een lichtflits waar. Andere Vela-satellieten in de buurt hebben geen waarneming gedaan. De satelliet kon de exacte locatie niet bepalen. Door opgevangen signalen door onderwatermicrofoons van de Amerikaanse marine werd de locatie uiteindelijk vastgesteld op het (onbewoonde) Prins Edward-eiland; Zuid-Afrikaans grondgebied. De waarneming werd een maand geheimgehouden, totdat een televisieverslaggever getipt werd door mensen binnen het Pentagon.

### De verhalen
Na de bekendmaking van de waarneming ontstond een geruchtenstroom. Zuid-Afrika was tot op dat moment geen kernmacht. De vraag werd opgeworpen of Zuid-Afrika wellicht zelf een atoombom had ontwikkeld. Of dat Zuid-Afrika aan Frankrijk of China toestemming had gegeven voor een kernproef. De derde variant was de mogelijkheid van een kernproef door (het toen sterk met Zuid-Afrika bevriende) Israël, al dan niet gezamenlijk met Zuid-Afrika. Een Israëlische kernproef zou het prille vredesakkoord tussen Egypte en Israël in het gedrang brengen. Een Israëlische kernproef zou een schending van het verdrag betekenen, met als logisch resultaat internationale sancties tegen Israël (de belangrijkste Amerikaanse bondgenoot in het Midden-Oosten).

## Onderzoek
De Amerikaanse president Jimmy Carter stelde een onderzoekscommissie in. Onder de leden waren enkele vooraanstaande wetenschappers, zoals Wolfgang Panofsky, Luis Alvarez en Richard Garwin. In de zomer van 1980 presenteerden zij hun bevindingen. Hoofdconclusie: er was geen sprake van een kernproef. Als mogelijkheid gaf men aan dat de satelliet getroffen kon zijn door twee mini-planetoïden, waarna de sensor zonlicht waarnam dat door losgeslagen deeltjes van de satelliet weerkaatst werd. De commissieleden merkten op dat de belangrijkste aanwijzing voor een kernproef, ioniserende straling, ontbrak.

### Tegenonderzoek
Het Los Alamos National Laboratory stelde in een rapport in 1982 "We hebben een geloofwaardig model opgesteld van een beperkte nucleaire explosie die het signaal geproduceerd kan hebben dat door de Vela-satelliet waargenomen is". Het Stanford Research Institute stelde vast dat de kans op een botsing met twee mini-planetoïden 1 op 100 miljard zou bedragen. Sandia National Laboratories concludeerde in 1980 dat de waarneming door de Vela-satelliet veroorzaakt kon zijn door een kleine atmosferische kernproef. De CIA tot slot stelde in januari 1980 "We kunnen niet met zekerheid zeggen wat zich op 22 september 1979 heeft afgespeeld". Verder concludeerde de CIA dat, als er een kernwapen tot ontploffing was gebracht, de kans groot was dat het een Zuid-Afrikaans wapen was. Wel vond de CIA het vreemd dat de hoogste Zuid-Afrikaanse militair van dat moment in het buitenland was.

### Ontkenningen
Het hoofd van de Zuid-Afrikaanse raad voor kernenergie, Jacobus de Villiers, betwijfelde of er een kernproef heeft plaatsgevonden. Als er al een kernproef was uitgevoerd, dan was dat geen Zuid-Afrikaanse proef, zo meende hij. Roelof Botha, de toenmalige minister van Buitenlandse Zaken stelde "In een gebied met die afmetingen kan het iedereen geweest zijn".

### Bevestigingen
Bevestigingen kwamen er ook. De toenmalige bevelvoerder van de Zuid-Afrikaanse marinebasis bij Kaapstad, Dieter Gerhardt (In 1983 ontmaskerd als Russische spion) bevestigde in 1994 dat er een gezamenlijke kernproef van Zuid-Afrika en Israël heeft plaatsgevonden. In 1997 gaf de Zuid-Afrikaanse onderminister voor Buitenlandse Zaken, Aziz Pahad, aan dat er geen twijfel bestaat dat de geheimzinnige lichtflits een kernproef van Zuid-Afrika betrof.

## Zuid-Afrika als kernmacht
Drie dagen na het Vela-incident hield de Zuid-Afrikaanse premier Pieter Willem Botha een toespraak op een congres van zijn Nasionale Party. Hij zei daarbij "De vijanden van Zuid-Afrika zullen ontdekken dat wij over wapens beschikken waar zij geen weet van hebben". Eind jaren 50 was Zuid-Afrika begonnen met het verrijken van uranium. In 1977 trof Zuid-Afrika al voorbereidingen voor een kernproef in de Kalahariwoestijn. Deze kernproef ging onder zware druk van de Verenigde Staten en de Sovjet-Unie niet door. Israël, dat tot op heden heeft ontkend noch bevestigd dat het kernwapens heeft, had sinds begin jaren 60 de technische mogelijkheden kernwapens te maken. Volgens de CIA nam Israël in de jaren 70 actief deel aan het Zuid-Afrikaans kernonderzoek. Overigens claimde Zuid-Afrika zijn eerste kernwapen in november 1979, twee maanden na het Vela-incident. In 1990 heeft Zuid-Afrika zijn kernwapens ontmanteld.